# نورث بی، انتاریو
نورث بی (به انگلیسی: North Bay) یک شهر در کانادا است که در بخش نیپیسینگ واقع شده‌است.

## خصوصیات
نورث بی ۵۳٬۶۵۱ نفر جمعیت دارد و ۱۹۷ متر بالاتر از سطح دریا واقع شده‌است.